# Saint-Maurice-en-Cotentin

Saint-Maurice-en-Cotentin este o comună în departamentul Manche, Franța. În 1 ianuarie 2022 avea o populație de 248 de locuitori.